# بوراب
بوراب در شاهنامه نام یک آهنگر رومی است که برای اسبان قیصر، نعل می‌ساخت.
روزی فردی ایرانی که خود را فرخزاد می‌نامید، نزد بوراب آمد و بوراب در دکان آهنگری خویش، او را به کار پذیرفت. غافل از آنکه این فرد، کسی به جُز گشتاسپ شهریار ایران نیست و فرخزاد، نامی است که گشتاسپ در روم بر خود نهاده‌است.
هنگامی که فرخزاد (گشتاسپ) در دکان آهنگری بوراب، پُتک در دست گرفت و مشغول به کار شد، با نخستین ضربهٔ پُتک که بر سندان کوبید، سندان در هم شکست! بوراب از مشاهدهٔ این صحنه، هراسان گشت و فرخزاد را از خویش راند.
فردوسی در بیت زیر، از بوراب، چنین یاد کرده‌است:
| یکی نامور بود بوراب نام |  | پسندیده آهنگری شادکام |